# Denny Lambert
Pour les articles homonymes, voir Lambert.
Denny Lambert (né le 9 janvier 1970 à Wawa, dans la province de l'Ontario au Canada) est un joueur professionnel canadien de hockey sur glace.

## Carrière de joueur
Joueur n'ayant jamais été repêché par un club de la Ligue nationale de hockey, il commença sa carrière professionnelle avec les Gulls de San Diego dans la Ligue internationale de hockey. Il y joua plusieurs saisons avant d'atteindre la LNH.
En 1994-1995, il joua finalement avec les Mighty Ducks d'Anaheim qui l'avait embauché à l'été 1993. Il y joua deux saisons avant de signer avec les Sénateurs d'Ottawa. Avec le club ontarien, il joua finalement à plein temps dans la LNH.
Il joua ensuite avec les Predators de Nashville, des Thrashers d'Atlanta puis fit un retour avec les Mighty Ducks en 2001-2002. Il joua une autre saison dans la Ligue américaine de hockey avant de prendre sa retraite. Entre 2003 et 2008, il fut assistant entraîneur des Greyhounds de Sault Ste. Marie dans la Ligue de hockey de l'Ontario.

## Statistiques

### Joueur
| Saison     | Équipe                           | Ligue          |     | Saison régulière | Saison régulière | Saison régulière | Saison régulière | Saison régulière |   | Séries éliminatoires | Séries éliminatoires | Séries éliminatoires | Séries éliminatoires | Séries éliminatoires |
| Saison     | Équipe                           | Ligue          | PJ  | B                | A                | Pts              | Pun              | PJ               | B | A                    | Pts                  | Pun                  |                      |                      |
| 1986-1987  | Legion de Sault Ste. Marie       | NOHA           | 22  | 8                | 13               | 21               | 129              | -                | - | -                    | -                    | -                    |                      |                      |
| 1987-1988  | Thunderbirds de Sault Ste. Marie | NOHA           | 32  | 25               | 27               | 52               | 184              | -                | - | -                    | -                    | -                    |                      |                      |
| 1988-1989  | Greyhounds de Sault-Sainte-Marie | LHO            | 61  | 14               | 15               | 29               | 203              | -                | - | -                    | -                    | -                    |                      |                      |
| 1989-1990  | Greyhounds de Sault-Sainte-Marie | LHO            | 61  | 23               | 29               | 52               | 276              | -                | - | -                    | -                    | -                    |                      |                      |
| 1990-1991  | Greyhounds de Sault-Sainte-Marie | LHO            | 59  | 28               | 39               | 67               | 169              | 14               | 7 | 9                    | 16                   | 48                   |                      |                      |
| 1991       | Greyhounds de Sault-Sainte-Marie | Coupe Memorial | -   | -                | -                | -                | -                | 3                | 1 | 0                    | 1                    | 8                    |                      |                      |
| 1991-1992  | Gulls de San Diego               | LIH            | 71  | 17               | 14               | 31               | 229              | 3                | 0 | 0                    | 0                    | 10                   |                      |                      |
| 1992-1993  | Wildcats de St. Thomas           | CoHL           | 5   | 2                | 6                | 8                | 9                | -                | - | -                    | -                    | -                    |                      |                      |
| 1992-1993  | Gulls de San Diego               | LIH            | 56  | 18               | 12               | 30               | 277              | 14               | 1 | 1                    | 2                    | 44                   |                      |                      |
| 1993-1994  | Gulls de San Diego               | LIH            | 79  | 13               | 14               | 27               | 314              | 6                | 1 | 0                    | 1                    | 45                   |                      |                      |
| 1994-1995  | Gulls de San Diego               | LIH            | 75  | 25               | 35               | 60               | 222              | -                | - | -                    | -                    | -                    |                      |                      |
| 1994-1995  | Mighty Ducks d'Anaheim           | LNH            | 13  | 1                | 3                | 4                | 4                | -                | - | -                    | -                    | -                    |                      |                      |
| 1995-1996  | Bandits de Baltimore             | LAH            | 44  | 14               | 28               | 42               | 126              | 12               | 3 | 9                    | 12                   | 39                   |                      |                      |
| 1995-1996  | Mighty Ducks d'Anaheim           | LNH            | 33  | 0                | 8                | 8                | 55               | -                | - | -                    | -                    | -                    |                      |                      |
| 1996-1997  | Sénateurs d'Ottawa               | LNH            | 80  | 4                | 16               | 20               | 217              | 6                | 0 | 1                    | 1                    | 9                    |                      |                      |
| 1997-1998  | Sénateurs d'Ottawa               | LNH            | 72  | 9                | 10               | 19               | 250              | 11               | 0 | 0                    | 0                    | 19                   |                      |                      |
| 1998-1999  | Predators de Nashville           | LNH            | 76  | 5                | 11               | 16               | 218              | -                | - | -                    | -                    | -                    |                      |                      |
| 1999-2000  | Thrashers d'Atlanta              | LNH            | 73  | 5                | 6                | 11               | 219              | -                | - | -                    | -                    | -                    |                      |                      |
| 2000-2001  | Thrashers d'Atlanta              | LNH            | 67  | 1                | 7                | 8                | 215              | -                | - | -                    | -                    | -                    |                      |                      |
| 2001-2002  | Mighty Ducks d'Anaheim           | LNH            | 73  | 2                | 5                | 7                | 213              | -                | - | -                    | -                    | -                    |                      |                      |
| 2002-2003  | Admirals de Norfolk              | LAH            | 39  | 12               | 12               | 24               | 132              | 6                | 2 | 2                    | 4                    | 42                   |                      |                      |
| Totaux LNH | Totaux LNH                       | Totaux LNH     | 487 | 27               | 66               | 93               | 1 391            | 17               | 0 | 1                    | 1                    | 28                   |                      |                      |